# Theodor Geib
Theodor Friedrich Geib (* 15. September 1885 in Landau in der Pfalz; † 26. November 1944 in Freiburg im Breisgau) war ein deutscher General der Artillerie im Zweiten Weltkrieg.

## Leben

### Herkunft und Familie
Theodor Geib war ein Sohn des Bahnverwalters Philipp Jakob Geib (1854–1909) und der Auguste Frantz (1856–1939). Auguste Frantz war eine Tochter des Pfarrers, Autors, Herausgeber eines Protestantischen Kirchenblattes und der Morgenröte und Revolutionär von 1849 Friedrich Theodor Frantz (1809–1864).
Er war mit Alma Maria Wieselhuber verheiratet. Sie hatten u. a. einen Sohn Joachim (1927–1992), welcher in Kassel geboren, später nach Amerika auswanderte.

### Werdegang
Geib trat am 15. Juli 1904 als Fahnenjunker in das 2. Fußartillerie-Regiment der Bayerischen Armee ein und wurde nach dem Besuch der Kriegsschule München Anfang März 1906 zum Leutnant befördert. Zur weiteren Ausbildung war er 1908/10 an die Artillerie- und Ingenieur-Schule kommandiert. Bei Ausbruch des Ersten Weltkriegs war Geib zunächst als Oberleutnant beim Ersatz-Bataillon und kam am 10. August 1914 als Batterieführer in das 2 Reserve-Fußartillerie-Regiment. Anfang September rückte er als Ordonnanzoffizier in den Regimentstab auf. Geib nahm in Frankreich an den Schlachten in Lothringen, an der Marne und der Aisne teil. Am 6. Oktober 1915 wurde er zum Adjutanten des Generals der Fußartillerie des III. Armee-Korps ernannt und Mitte Mai 1916 zum Hauptmann befördert. Geib war vom 16. November 1916 bis zum 27. Februar 1917 wieder Batterieführer im 2. Fußartillerie-Regiment und anschließend Adjutant beim Artillerie-Kommandeur der 12. Infanterie-Division während des Feldzuges in Rumänien. Nach dem Waffenstillstand von Focșani wurde er am 9. März 1918 zum Stab des Generals der Artillerie 1 im Großen Hauptquartier versetzt.
Ausgezeichnet mit beiden Klassen des Eisernen Kreuzes sowie des Militärverdienstordens IV. Klasse mit Schwertern kam Geib nach Kriegsende am 8. Januar 1919 wieder in sein Stammregiment zurück. Nach der Demobilisierung und Auflösung des Verbandes wurde er in die Reichswehr übernommen. Er war zunächst Adjutant der Truppenübungsplatz-Kommandantur Grafenwöhr, kam im Juni 1921 zum Stab der Kommandantur Cuxhaven und vier Monate später zum Stab der Kommandantur Wilhelmshaven. Am 1. April 1923 wurde Geib Kompaniechef der 4. (Bayerische) Eskadron der 4. Fahr-Abteilung in Landsberg am Lech. Am 1. März 1925 wechselte er zum Stab der II. Abteilung des 7. (Bayerisches) Artillerie-Regiments. Anfang Februar 1927 wurde er in den Stab des Gruppenkommandos 2 nach Kassel versetzt und dort noch im selben Jahr zum Major befördert. Im Juni 1929 folgte seine Versetzung an das Heereswaffenamt im Reichswehrministerium nach Berlin, zwei Jahre später dann dort auch eine Verwendung in der Heeres-Nachschubabteilung. In Berlin wohnte er in der Johanna-Stegen-Straße 17 in Steglitz.
Anfang April 1934 wurde er zum Chef des Stabes der Feldzeuginspektion beim Allgemeinen Heeresamt ernannt, ein Jahr später Abteilungsleiter der Feldzeuginspektion und 1937 Heeres-Feldzeugmeister mit der Stellung als Feldzeuginspekteur. Chef seines Stabes war Wolfgang von Kluge. In dieser Stellung erfolgten die Beförderungen bis hin zum General der Artillerie Anfang 1942.
Vom 17. August bis zum 7. September 1943 befand er sich in der Führerreserve. Nach dem Waffenstillstand Italiens wurde Geib zum Militärbefehlshaber für Albanien und Montenegro sowie zum Deutschen Bevollmächtigten General in Albanien ernannt. In dieser neu geschaffenen Position unterstand er direkt dem Chef des Oberkommandos der Wehrmacht Wilhelm Keitel und wurde 1944 durch Otto Gullmann abgelöst. Zugleich fungierte er vom 15. September 1943 bis zum 31. Mai 1944 als Feldkommandant Cetinje und vom 15. April bis zum 31. Mai 1944 als Deutscher Bevollmächtigter General in Montenegro. Am 9. November 1943 erhielt er das Deutsche Kreuz in Silber.
Nach einer abermaligen Versetzung in die Führerreserve im Juni 1944 wurde er im gleichen Monat Nachfolger von Heinrich Niehoff als Befehlshaber des Heeresgebietes Südfrankreich. Während der Anreise zu seinem neuen Einsatzort überlebte er am 30. Juli 1944 einen Anschlag französischer Partisanen bei Chalon-sur-Saône, an dessen Folgen er aber wenig später starb. Sein Nachfolger in Südfrankreich wurde Ernst Dehner.